# Jelle Palmaerts
Jelle Palmaerts (21 febbraio 1987) è un attore belga, uno dei pochi attori europei con la sindrome di Down, che ha vinto il premio per la serie televisiva Tytgat Chocolat.

## Filmografia

### Cinema
- En waar de sterre bleef stille staan (Suskewiet, 2010)
- Het bombardement (Herman, 2012)

### Televisione
- Wittekerke (Jelle; 2008)
- Clan (Bertje, 2012)
- Tytgat Chocolat (Jasper Vloemans, 2017)
- Connie & Clyde (Steve, 2018)